# Bernard Ban
Bernard Ban (ur. 8 marca 1961 w Zagrzebiu) – jugosłowiański, a potem chorwacki zapaśnik walczący w stylu klasycznym. Olimpijczyk z Seulu 1988, gdzie odpadł w eliminacjach w kategorii do 90 kg.
Szósty na mistrzostwach świata w 1986. Czwarty na mistrzostwach Europy w 1988 roku.